# 劳拉·阿马罗
劳拉·纳西门托·阿马罗（葡萄牙語：Laura Nascimento Amaro，2000年10月27日—），巴西女子举重运动员，2021年泛美举重锦标赛女子76公斤级铜牌得主、2022年泛美举重锦标赛女子81公斤级铜牌得主、2023年泛美运动会女子81公斤级铜牌得主、2024年泛美举重锦标赛女子81公斤级铜牌得主。